# À travers les Flandres 2021
À travers les Flandres 2021 (en néerlandais : Dwars door Vlaanderen) est la 75e édition de cette course cycliste masculine sur route. Elle a lieu le 31 mars 2021 et fait partie du calendrier UCI World Tour 2021 en catégorie 1.UWT et a été remportée en solitaire par le Néerlandais Dylan van Baarle de l'équipe INEOS-Grenadiers.

## Présentation

### Parcours
Le départ est donné à Roulers. Le lieu est fermé au public en raison de la pandémie. Dans la seconde partie de l’épreuve les monts parfois pavés s’enchaînent jusqu’à l’arrivée à Waregem après 184 kilomètres. Parmi ces monts, on peut notamment citer le Kluisberg, le Knokteberg, le Taaienberg, le Vossenhol et finalement le Nokereberg dont le sommet se situe à 10 kilomètres de l’arrivée.

### Équipes
| WorldTeams (19)- AG2R Citroën Team - Astana-Premier Tech - Bahrain Victorious - Bora-Hansgrohe - Cofidis - Deceuninck-Quick Step - EF Education-Nippo - Groupama-FDJ - Ineos Grenadiers - Intermarché-Wanty-Gobert Matériaux - Israel Start-Up Nation - Jumbo-Visma - Lotto Soudal - Movistar Team - Team BikeExchange - Team DSM - Qhubeka Assos - Trek-Segafredo - UAE Team Emirates ProTeams (6)- Alpecin-Fenix - Arkéa-Samsic - B&B Hotels p/b KTM - Bingoal Pauwels Sauces WB - Sport Vlaanderen-Baloise - Total Direct Énergie |
| |

### Favoris
Les trois favoris les plus cités sont le champion des Pays-Bas Mathieu van der Poel, le champion du monde français Julian Alaphilippe et son coéquipier de Deceuninck-Quick Step, le champion du Danemark Kasper Asgreen, récent vainqueur du Grand Prix de l'E3. Les autres favoris sont Florian Sénéchal, Yves Lampaert, Tom Pidcock et Jasper Stuyven, vainqueur de Milan-Sanremo alors qu'Anthony Turgis, Tim Wellens, Tiesj Benoot, Alberto Bettiol, Matteo Trentin, Alexey Lutsenko et Alexander Kristoff sont cités comme outsiders.

## Déroulement de la course
Plusieurs chutes puis la montée du Taaienberg scindent le peloton en plusieurs groupes. Un groupe d'une vingtaine de coureurs se retrouve en tête. Le Néerlandais Dylan van Baarle (Ineos Grenadiers) passe à l'attaque à 53 kilomètres de l'arrivée dans le Berg-ten-Houte et prend de l'avance sur ses poursuivants. Greg Van Avermaet (AG2R-Citroën), Jasper Stuyven (Trek-Segafredo), Christophe Laporte (Cofidis), Warren Barguil (Arkéa-Samsic), Ivo Oliveira (UAE Emirates), Victor Campenaerts (Qhubeka-Assos), Luke Durbridge (BikeExchange) et Florian Sénéchal (Deceuninck-Quick Step) sont à une trentaine de secondes mais ne s'entendent pas. Deux groupes à l'arrière se rejoignent et reviennent sur le groupe de poursuivants, Stuyven tente d'attaquer dans les derniers 1200 mètres. Van Baarle n'est jamais repris et gagne donc en solitaire à Waregem. Laporte maintient son avance d'une dizaine de mètres pour prendre la deuxième place devant le Belge Tim Merlier (Alpecin-Fenix).

## Classements

### Classement final
| \| Classement général \| Classement général \| Classement général \| Classement général \| Classement général \| \| Coureur \| Coureur \| Pays \| Équipe \| Temps \| \| ------------------ \| ------------------ \| ------------------ \| --------------------- \| ------------------ \| \| 1er \| Dylan van Baarle \| Pays-Bas \| Ineos Grenadiers \| 3 h 58 min 59 s \| \| 2e \| Christophe Laporte \| France \| Cofidis \| + 26 s \| \| 3e \| Tim Merlier \| Belgique \| Alpecin-Fenix \| + 26 s \| \| 4e \| Yves Lampaert \| Belgique \| Deceuninck-Quick Step \| + 26 s \| \| 5e \| Tosh Van der Sande \| Belgique \| Lotto-Soudal \| + 26 s \| \| 6e \| Alexander Kristoff \| Norvège \| UAE Team Emirates \| + 26 s \| \| 7e \| Greg Van Avermaet \| Belgique \| AG2R Citroën Team \| + 26 s \| \| 8e \| Anthony Turgis \| France \| Total Direct Énergie \| + 26 s \| \| 9e \| Florian Sénéchal \| France \| Deceuninck-Quick Step \| + 26 s \| \| 10e \| Jasper Stuyven \| Belgique \| Trek-Segafredo \| + 26 s \| |                    |          |                       |                 |
| |                    |          |                       |                 |
| Source : ProCyclingStats |                    |          |                       |                 |
| Classement général |                    |          |                       |                 |
| Coureur | Coureur            | Pays     | Équipe                | Temps           |
| 1er | Dylan van Baarle   | Pays-Bas | Ineos Grenadiers      | 3 h 58 min 59 s |
| 2e | Christophe Laporte | France   | Cofidis               | + 26 s          |
| 3e | Tim Merlier        | Belgique | Alpecin-Fenix         | + 26 s          |
| 4e | Yves Lampaert      | Belgique | Deceuninck-Quick Step | + 26 s          |
| 5e | Tosh Van der Sande | Belgique | Lotto-Soudal          | + 26 s          |
| 6e | Alexander Kristoff | Norvège  | UAE Team Emirates     | + 26 s          |
| 7e | Greg Van Avermaet  | Belgique | AG2R Citroën Team     | + 26 s          |
| 8e | Anthony Turgis     | France   | Total Direct Énergie  | + 26 s          |
| 9e | Florian Sénéchal   | France   | Deceuninck-Quick Step | + 26 s          |
| 10e | Jasper Stuyven     | Belgique | Trek-Segafredo        | + 26 s          |

### Classements UCI
La course attribue des points au Classement mondial UCI 2021 selon le barème suivant.
| Position           | 1er | 2e  | 3e  | 4e  | 5e  | 6e  | 7e | 8e | 9e | 10e | 11e | 12e | 13e | 14e | 15e à 20e | 21e à 30e | 31e à 50e | 51e à 55e | 56e à 60e |
| Classement général | 300 | 250 | 215 | 175 | 120 | 115 | 95 | 75 | 60 | 50  | 40  | 35  | 30  | 25  | 20        | 12        | 5         | 2         | 1         |

## Liste des participants
| Légende | Légende                                                                    | Légende | Légende                                                    |
| ------- | -------------------------------------------------------------------------- | ------- | ---------------------------------------------------------- |
| Num     | Dossard de départ porté par le coureur sur cet À travers les Flandres      | Pos     | Position à l'arrivée de la course                          |
|         | Indique un maillot de champion national ou mondial, suivi de sa spécialité | NP      | Indique un coureur qui n'a pas pris le départ de la course |
| AB      | Indique un coureur qui n'a pas terminé la course                           | HD      | Indique un coureur qui a terminé la course hors des délais |
| DSQ     | Indique un coureur qui a été disqualifié de la course                      |         |                                                            |

| Alpecin-Fenix AFC | Alpecin-Fenix AFC                  | Alpecin-Fenix AFC |
| ----------------- | ---------------------------------- | ----------------- |
| Num               | Coureur                            | Pos               |
| 1                 | Mathieu van der Poel (NED) (route) |                   |
| 2                 | Silvan Dillier (SUI)               |                   |
| 3                 | Dries De Bondt (BEL) (route)       |                   |
| 4                 | Tim Merlier (BEL)                  |                   |
| 5                 | Jasper Philipsen (BEL)             |                   |
| 6                 | Otto Vergaerde (BEL)               |                   |
| 7                 | Jonas Rickaert (BEL)               |                   |

| Deceuninck-Quick Step DQT | Deceuninck-Quick Step DQT        | Deceuninck-Quick Step DQT |
| ------------------------- | -------------------------------- | ------------------------- |
| Num                       | Coureur                          | Pos                       |
| 11                        | Julian Alaphilippe (FRA) (route) |                           |
| 12                        | Kasper Asgreen (DEN) (route)     |                           |
| 13                        | Tim Declercq (BEL)               |                           |
| 14                        | Dries Devenyns (BEL)             |                           |
| 15                        | Yves Lampaert (BEL)              |                           |
| 16                        | Florian Sénéchal (FRA)           |                           |
| 17                        | Davide Ballerini (ITA)           |                           |

| UAE Team Emirates UAD | UAE Team Emirates UAD      | UAE Team Emirates UAD |
| --------------------- | -------------------------- | --------------------- |
| Num                   | Coureur                    | Pos                   |
| 21                    | Alexander Kristoff (NOR)   |                       |
| 22                    | Matteo Trentin (ITA)       |                       |
| 23                    | Vegard Stake Laengen (NOR) |                       |
| 24                    | Marco Marcato (ITA)        |                       |
| 25                    | Ivo Oliveira (POR)         |                       |
| 26                    | Rui Oliveira (POR)         |                       |
| 27                    | Ryan Gibbons (RSA)         |                       |

| Trek-Segafredo TFS | Trek-Segafredo TFS   | Trek-Segafredo TFS |
| ------------------ | -------------------- | ------------------ |
| Num                | Coureur              | Pos                |
| 31                 | Jasper Stuyven (BEL) |                    |
| 32                 | Koen de Kort (NED)   |                    |
| 34                 | Ryan Mullen (IRL)    |                    |
| 35                 | Kiel Reijnen (USA)   |                    |
| 36                 | Quinn Simmons (USA)  |                    |
| 37                 | Edward Theuns (BEL)  | NP                 |

| Qhubeka Assos TQA | Qhubeka Assos TQA             | Qhubeka Assos TQA |
| ----------------- | ----------------------------- | ----------------- |
| Num               | Coureur                       | Pos               |
| 41                | Giacomo Nizzolo (ITA) (route) |                   |
| 42                | Victor Campenaerts (BEL)      |                   |
| 43                | Dimitri Claeys (BEL)          |                   |
| 44                | Lasse Norman Leth (DEN)       |                   |
| 45                | Andreas Stokbro (DEN)         |                   |
| 46                | Emil Vinjebo (DEN)            |                   |
| 47                | Max Walscheid (GER)           |                   |

| Team DSM DSM | Team DSM DSM               | Team DSM DSM |
| ------------ | -------------------------- | ------------ |
| Num          | Coureur                    | Pos          |
| 51           | Tiesj Benoot (BEL)         |              |
| 52           | Nils Eekhoff (NED)         |              |
| 53           | Alberto Dainese (ITA)      |              |
| 54           | Søren Kragh Andersen (DEN) |              |
| 55           | Jasha Sütterlin (GER)      |              |
| 56           | Niklas Märkl (GER)         |              |
| 57           | Joris Nieuwenhuis (NED)    |              |

| BikeExchange BEX | BikeExchange BEX            | BikeExchange BEX |
| ---------------- | --------------------------- | ---------------- |
| Num              | Coureur                     | Pos              |
| 61               | Jack Bauer (NZL)            |                  |
| 62               | Luka Mezgec (SLO)           |                  |
| 63               | Luke Durbridge (AUS)        |                  |
| 64               | Alexander Edmondson (AUS)   |                  |
| 65               | Amund Grøndahl Jansen (NOR) |                  |
| 66               | Alexander Konychev (ITA)    |                  |

| Movistar Team MOV | Movistar Team MOV        | Movistar Team MOV |
| ----------------- | ------------------------ | ----------------- |
| Num               | Coureur                  | Pos               |
| 71                | Imanol Erviti (ESP)      |                   |
| 72                | Gabriel Cullaigh (GBR)   |                   |
| 73                | Juri Hollmann (GER)      |                   |
| 74                | José Joaquín Rojas (ESP) |                   |
| 75                | Mathias Norsgaard (DEN)  |                   |
| 76                | Lluís Mas (ESP)          |                   |
| 77                | Sebastián Mora (ESP)     |                   |

| Lotto-Soudal LTS | Lotto-Soudal LTS         | Lotto-Soudal LTS |
| ---------------- | ------------------------ | ---------------- |
| Num              | Coureur                  | Pos              |
| 81               | Tim Wellens (BEL)        |                  |
| 82               | Jasper De Buyst (BEL)    |                  |
| 83               | Roger Kluge (GER)        |                  |
| 85               | Tosh Van der Sande (BEL) |                  |
| 86               | Brent Van Moer (BEL)     |                  |
| 87               | Florian Vermeersch (BEL) |                  |

| Jumbo-Visma TJV | Jumbo-Visma TJV           | Jumbo-Visma TJV |
| --------------- | ------------------------- | --------------- |
| Num             | Coureur                   | Pos             |
| 91              | Edoardo Affini (ITA)      |                 |
| 92              | David Dekker (NED)        |                 |
| 93              | Pascal Eenkhoorn (NED)    |                 |
| 94              | Olav Kooij (NED)          |                 |
| 95              | Christoph Pfingsten (GER) |                 |
| 96              | Jos van Emden (NED)       |                 |
| 97              | Maarten Wynants (BEL)     |                 |

| Israel Start-Up Nation ISN | Israel Start-Up Nation ISN | Israel Start-Up Nation ISN |
| -------------------------- | -------------------------- | -------------------------- |
| Num                        | Coureur                    | Pos                        |
| 101                        | Rudy Barbier (FRA)         |                            |
| 102                        | Guillaume Boivin (CAN)     |                            |
| 103                        | Hugo Hofstetter (FRA)      |                            |
| 104                        | Alexis Renard (FRA)        |                            |
| 105                        | Tom Van Asbroeck (BEL)     |                            |
| 106                        | Jenthe Biermans (BEL)      |                            |
| 107                        | Norman Vahtra (EST)        |                            |

| Ineos Grenadiers IGD | Ineos Grenadiers IGD     | Ineos Grenadiers IGD |
| -------------------- | ------------------------ | -------------------- |
| Num                  | Coureur                  | Pos                  |
| 111                  | Michał Kwiatkowski (POL) |                      |
| 112                  | Leonardo Basso (ITA)     |                      |
| 113                  | Owain Doull (GBR)        |                      |
| 115                  | Tom Pidcock (GBR)        |                      |
| 116                  | Luke Rowe (GBR)          |                      |
| 117                  | Dylan van Baarle (NED)   |                      |

| Intermarché-Wanty-Gobert Matériaux IWG | Intermarché-Wanty-Gobert Matériaux IWG | Intermarché-Wanty-Gobert Matériaux IWG |
| -------------------------------------- | -------------------------------------- | -------------------------------------- |
| Num                                    | Coureur                                | Pos                                    |
| 121                                    | Aimé De Gendt (BEL)                    |                                        |
| 122                                    | Tom Devriendt (BEL)                    |                                        |
| 123                                    | Jonas Koch (GER)                       |                                        |
| 124                                    | Andrea Pasqualon (ITA)                 |                                        |
| 125                                    | Boy van Poppel (NED)                   |                                        |
| 126                                    | Danny van Poppel (NED)                 |                                        |
| 127                                    | Pieter Vanspeybrouck (BEL)             |                                        |

| Groupama-FDJ GFC | Groupama-FDJ GFC            | Groupama-FDJ GFC |
| ---------------- | --------------------------- | ---------------- |
| Num              | Coureur                     | Pos              |
| 131              | Arnaud Démare (FRA) (route) |                  |
| 132              | Kevin Geniets (LUX) (route) |                  |
| 133              | Stefan Küng (SUI) (route)   |                  |
| 134              | Olivier Le Gac (FRA)        |                  |
| 135              | Fabian Lienhard (SUI)       |                  |
| 136              | Tobias Ludvigsson (SWE)     |                  |
| 137              | Valentin Madouas (FRA)      |                  |

| EF Education-Nippo EFN | EF Education-Nippo EFN    | EF Education-Nippo EFN |
| ---------------------- | ------------------------- | ---------------------- |
| Num                    | Coureur                   | Pos                    |
| 141                    | Alberto Bettiol (ITA)     | NP                     |
| 142                    | Stefan Bissegger (SUI)    |                        |
| 143                    | Michael Valgren (DEN)     |                        |
| 144                    | Jens Keukeleire (BEL)     |                        |
| 145                    | Sebastian Langeveld (NED) |                        |
| 146                    | Jonas Rutsch (GER)        | NP                     |
| 147                    | Julius van den Berg (NED) |                        |

| Cofidis COF | Cofidis COF              | Cofidis COF |
| ----------- | ------------------------ | ----------- |
| Num         | Coureur                  | Pos         |
| 151         | Elia Viviani (ITA)       |             |
| 152         | Piet Allegaert (BEL)     |             |
| 153         | Tom Bohli (SUI)          |             |
| 154         | Jempy Drucker (LUX)      |             |
| 155         | Christophe Laporte (FRA) |             |
| 156         | Kenneth Vanbilsen (BEL)  |             |
| 157         | Jelle Wallays (BEL)      |             |

| Bora-Hansgrohe BOH | Bora-Hansgrohe BOH        | Bora-Hansgrohe BOH |
| ------------------ | ------------------------- | ------------------ |
| Num                | Coureur                   | Pos                |
| 161                | Nils Politt (GER)         |                    |
| 162                | Pascal Ackermann (GER)    |                    |
| 163                | Patrick Gamper (AUT)      |                    |
| 164                | Jordi Meeus (BEL)         |                    |
| 165                | Lukas Pöstlberger (AUT)   |                    |
| 166                | Michael Schwarzmann (GER) |                    |
| 167                | Matthew Walls (GBR)       |                    |

| Bahrain Victorious TBV | Bahrain Victorious TBV  | Bahrain Victorious TBV |
| ---------------------- | ----------------------- | ---------------------- |
| Num                    | Coureur                 | Pos                    |
| 171                    | Dylan Teuns (BEL)       |                        |
| 172                    | Phil Bauhaus (GER)      |                        |
| 173                    | Feng Chun-kai (TPE)     |                        |
| 174                    | Marco Haller (AUT)      |                        |
| 175                    | Heinrich Haussler (AUS) |                        |
| 176                    | Jonathan Milan (ITA)    |                        |
| 177                    | Marcel Sieberg (GER)    |                        |

| Astana-Premier Tech APT | Astana-Premier Tech APT | Astana-Premier Tech APT |
| ----------------------- | ----------------------- | ----------------------- |
| Num                     | Coureur                 | Pos                     |
| 181                     | Hugo Houle (CAN)        |                         |
| 182                     | Yevgeniy Fedorov (KAZ)  |                         |
| 183                     | Yevgeniy Gidich (KAZ)   |                         |
| 184                     | Nikita Stalnow (KAZ)    |                         |
| 185                     | Dmitriy Gruzdev (KAZ)   |                         |
| 186                     | Artyom Zakharov (KAZ)   |                         |
| 187                     | Benjamin Perry (CAN)    |                         |

| AG2R Citroën Team ACT | AG2R Citroën Team ACT   | AG2R Citroën Team ACT |
| --------------------- | ----------------------- | --------------------- |
| Num                   | Coureur                 | Pos                   |
| 191                   | Oliver Naesen (BEL)     |                       |
| 192                   | Stan Dewulf (BEL)       |                       |
| 193                   | Julien Duval (FRA)      |                       |
| 194                   | Lawrence Naesen (BEL)   |                       |
| 195                   | Michael Schär (SUI)     |                       |
| 196                   | Anthony Jullien (FRA)   |                       |
| 197                   | Greg Van Avermaet (BEL) |                       |

| Arkéa-Samsic ARK | Arkéa-Samsic ARK        | Arkéa-Samsic ARK |
| ---------------- | ----------------------- | ---------------- |
| Num              | Coureur                 | Pos              |
| 201              | Warren Barguil (FRA)    |                  |
| 202              | Christophe Noppe (BEL)  |                  |
| 203              | Amaury Capiot (BEL)     |                  |
| 204              | Benjamin Declercq (BEL) |                  |
| 205              | Connor Swift (GBR)      |                  |
| 206              | Bram Welten (NED)       |                  |
| 207              | Daniel McLay (GBR)      |                  |

| Total Direct Énergie TDE | Total Direct Énergie TDE   | Total Direct Énergie TDE |
| ------------------------ | -------------------------- | ------------------------ |
| Num                      | Coureur                    | Pos                      |
| 211                      | Niki Terpstra (NED)        |                          |
| 212                      | Edvald Boasson Hagen (NOR) |                          |
| 213                      | Damien Gaudin (FRA)        |                          |
| 215                      | Adrien Petit (FRA)         |                          |
| 216                      | Geoffrey Soupe (FRA)       |                          |
| 217                      | Anthony Turgis (FRA)       |                          |

| B&B Hotels p/b KTM BBK | B&B Hotels p/b KTM BBK | B&B Hotels p/b KTM BBK |
| ---------------------- | ---------------------- | ---------------------- |
| Num                    | Coureur                | Pos                    |
| 221                    | Bryan Coquard (FRA)    |                        |
| 223                    | Cyril Barthe (FRA)     |                        |
| 224                    | Jens Debusschere (BEL) |                        |
| 225                    | Jérémy Lecroq (FRA)    |                        |
| 226                    | Cyril Lemoine (FRA)    |                        |

| Bingoal Pauwels Sauces WB BWB | Bingoal Pauwels Sauces WB BWB | Bingoal Pauwels Sauces WB BWB |
| ----------------------------- | ----------------------------- | ----------------------------- |
| Num                           | Coureur                       | Pos                           |
| 231                           | Jelle Vanendert (BEL)         |                               |
| 232                           | Sean De Bie (BEL)             |                               |
| 233                           | Arjen Livyns (BEL)            |                               |
| 234                           | Milan Menten (BEL)            |                               |
| 235                           | Tom Paquot (BEL)              |                               |
| 236                           | Ludovic Robeet (BEL)          |                               |
| 237                           | Boris Vallée (BEL)            |                               |

| Sport Vlaanderen-Baloise SVB | Sport Vlaanderen-Baloise SVB | Sport Vlaanderen-Baloise SVB |
| ---------------------------- | ---------------------------- | ---------------------------- |
| Num                          | Coureur                      | Pos                          |
| 241                          | Ruben Apers (BEL)            |                              |
| 242                          | Jens Reynders (BEL)          |                              |
| 243                          | Thomas Sprengers (BEL)       |                              |
| 244                          | Aaron Van Poucke (BEL)       |                              |
| 246                          | Jordi Warlop (BEL)           |                              |
| 247                          | Ward Vanhoof (BEL)           |                              |

| Alpecin-Fenix AFC | Alpecin-Fenix AFC                  | Alpecin-Fenix AFC |
| ----------------- | ---------------------------------- | ----------------- |
| Num               | Coureur                            | Pos               |
| 1                 | Mathieu van der Poel (NED) (route) |                   |
| 2                 | Silvan Dillier (SUI)               |                   |
| 3                 | Dries De Bondt (BEL) (route)       |                   |
| 4                 | Tim Merlier (BEL)                  |                   |
| 5                 | Jasper Philipsen (BEL)             |                   |
| 6                 | Otto Vergaerde (BEL)               |                   |
| 7                 | Jonas Rickaert (BEL)               |                   |

| Deceuninck-Quick Step DQT | Deceuninck-Quick Step DQT        | Deceuninck-Quick Step DQT |
| ------------------------- | -------------------------------- | ------------------------- |
| Num                       | Coureur                          | Pos                       |
| 11                        | Julian Alaphilippe (FRA) (route) |                           |
| 12                        | Kasper Asgreen (DEN) (route)     |                           |
| 13                        | Tim Declercq (BEL)               |                           |
| 14                        | Dries Devenyns (BEL)             |                           |
| 15                        | Yves Lampaert (BEL)              |                           |
| 16                        | Florian Sénéchal (FRA)           |                           |
| 17                        | Davide Ballerini (ITA)           |                           |

| UAE Team Emirates UAD | UAE Team Emirates UAD      | UAE Team Emirates UAD |
| --------------------- | -------------------------- | --------------------- |
| Num                   | Coureur                    | Pos                   |
| 21                    | Alexander Kristoff (NOR)   |                       |
| 22                    | Matteo Trentin (ITA)       |                       |
| 23                    | Vegard Stake Laengen (NOR) |                       |
| 24                    | Marco Marcato (ITA)        |                       |
| 25                    | Ivo Oliveira (POR)         |                       |
| 26                    | Rui Oliveira (POR)         |                       |
| 27                    | Ryan Gibbons (RSA)         |                       |

| Trek-Segafredo TFS | Trek-Segafredo TFS   | Trek-Segafredo TFS |
| ------------------ | -------------------- | ------------------ |
| Num                | Coureur              | Pos                |
| 31                 | Jasper Stuyven (BEL) |                    |
| 32                 | Koen de Kort (NED)   |                    |
| 34                 | Ryan Mullen (IRL)    |                    |
| 35                 | Kiel Reijnen (USA)   |                    |
| 36                 | Quinn Simmons (USA)  |                    |
| 37                 | Edward Theuns (BEL)  | NP                 |

| Qhubeka Assos TQA | Qhubeka Assos TQA             | Qhubeka Assos TQA |
| ----------------- | ----------------------------- | ----------------- |
| Num               | Coureur                       | Pos               |
| 41                | Giacomo Nizzolo (ITA) (route) |                   |
| 42                | Victor Campenaerts (BEL)      |                   |
| 43                | Dimitri Claeys (BEL)          |                   |
| 44                | Lasse Norman Leth (DEN)       |                   |
| 45                | Andreas Stokbro (DEN)         |                   |
| 46                | Emil Vinjebo (DEN)            |                   |
| 47                | Max Walscheid (GER)           |                   |

| Team DSM DSM | Team DSM DSM               | Team DSM DSM |
| ------------ | -------------------------- | ------------ |
| Num          | Coureur                    | Pos          |
| 51           | Tiesj Benoot (BEL)         |              |
| 52           | Nils Eekhoff (NED)         |              |
| 53           | Alberto Dainese (ITA)      |              |
| 54           | Søren Kragh Andersen (DEN) |              |
| 55           | Jasha Sütterlin (GER)      |              |
| 56           | Niklas Märkl (GER)         |              |
| 57           | Joris Nieuwenhuis (NED)    |              |

| BikeExchange BEX | BikeExchange BEX            | BikeExchange BEX |
| ---------------- | --------------------------- | ---------------- |
| Num              | Coureur                     | Pos              |
| 61               | Jack Bauer (NZL)            |                  |
| 62               | Luka Mezgec (SLO)           |                  |
| 63               | Luke Durbridge (AUS)        |                  |
| 64               | Alexander Edmondson (AUS)   |                  |
| 65               | Amund Grøndahl Jansen (NOR) |                  |
| 66               | Alexander Konychev (ITA)    |                  |

| Movistar Team MOV | Movistar Team MOV        | Movistar Team MOV |
| ----------------- | ------------------------ | ----------------- |
| Num               | Coureur                  | Pos               |
| 71                | Imanol Erviti (ESP)      |                   |
| 72                | Gabriel Cullaigh (GBR)   |                   |
| 73                | Juri Hollmann (GER)      |                   |
| 74                | José Joaquín Rojas (ESP) |                   |
| 75                | Mathias Norsgaard (DEN)  |                   |
| 76                | Lluís Mas (ESP)          |                   |
| 77                | Sebastián Mora (ESP)     |                   |

| Lotto-Soudal LTS | Lotto-Soudal LTS         | Lotto-Soudal LTS |
| ---------------- | ------------------------ | ---------------- |
| Num              | Coureur                  | Pos              |
| 81               | Tim Wellens (BEL)        |                  |
| 82               | Jasper De Buyst (BEL)    |                  |
| 83               | Roger Kluge (GER)        |                  |
| 85               | Tosh Van der Sande (BEL) |                  |
| 86               | Brent Van Moer (BEL)     |                  |
| 87               | Florian Vermeersch (BEL) |                  |

| Jumbo-Visma TJV | Jumbo-Visma TJV           | Jumbo-Visma TJV |
| --------------- | ------------------------- | --------------- |
| Num             | Coureur                   | Pos             |
| 91              | Edoardo Affini (ITA)      |                 |
| 92              | David Dekker (NED)        |                 |
| 93              | Pascal Eenkhoorn (NED)    |                 |
| 94              | Olav Kooij (NED)          |                 |
| 95              | Christoph Pfingsten (GER) |                 |
| 96              | Jos van Emden (NED)       |                 |
| 97              | Maarten Wynants (BEL)     |                 |

| Israel Start-Up Nation ISN | Israel Start-Up Nation ISN | Israel Start-Up Nation ISN |
| -------------------------- | -------------------------- | -------------------------- |
| Num                        | Coureur                    | Pos                        |
| 101                        | Rudy Barbier (FRA)         |                            |
| 102                        | Guillaume Boivin (CAN)     |                            |
| 103                        | Hugo Hofstetter (FRA)      |                            |
| 104                        | Alexis Renard (FRA)        |                            |
| 105                        | Tom Van Asbroeck (BEL)     |                            |
| 106                        | Jenthe Biermans (BEL)      |                            |
| 107                        | Norman Vahtra (EST)        |                            |

| Ineos Grenadiers IGD | Ineos Grenadiers IGD     | Ineos Grenadiers IGD |
| -------------------- | ------------------------ | -------------------- |
| Num                  | Coureur                  | Pos                  |
| 111                  | Michał Kwiatkowski (POL) |                      |
| 112                  | Leonardo Basso (ITA)     |                      |
| 113                  | Owain Doull (GBR)        |                      |
| 115                  | Tom Pidcock (GBR)        |                      |
| 116                  | Luke Rowe (GBR)          |                      |
| 117                  | Dylan van Baarle (NED)   |                      |

| Intermarché-Wanty-Gobert Matériaux IWG | Intermarché-Wanty-Gobert Matériaux IWG | Intermarché-Wanty-Gobert Matériaux IWG |
| -------------------------------------- | -------------------------------------- | -------------------------------------- |
| Num                                    | Coureur                                | Pos                                    |
| 121                                    | Aimé De Gendt (BEL)                    |                                        |
| 122                                    | Tom Devriendt (BEL)                    |                                        |
| 123                                    | Jonas Koch (GER)                       |                                        |
| 124                                    | Andrea Pasqualon (ITA)                 |                                        |
| 125                                    | Boy van Poppel (NED)                   |                                        |
| 126                                    | Danny van Poppel (NED)                 |                                        |
| 127                                    | Pieter Vanspeybrouck (BEL)             |                                        |

| Groupama-FDJ GFC | Groupama-FDJ GFC            | Groupama-FDJ GFC |
| ---------------- | --------------------------- | ---------------- |
| Num              | Coureur                     | Pos              |
| 131              | Arnaud Démare (FRA) (route) |                  |
| 132              | Kevin Geniets (LUX) (route) |                  |
| 133              | Stefan Küng (SUI) (route)   |                  |
| 134              | Olivier Le Gac (FRA)        |                  |
| 135              | Fabian Lienhard (SUI)       |                  |
| 136              | Tobias Ludvigsson (SWE)     |                  |
| 137              | Valentin Madouas (FRA)      |                  |

| EF Education-Nippo EFN | EF Education-Nippo EFN    | EF Education-Nippo EFN |
| ---------------------- | ------------------------- | ---------------------- |
| Num                    | Coureur                   | Pos                    |
| 141                    | Alberto Bettiol (ITA)     | NP                     |
| 142                    | Stefan Bissegger (SUI)    |                        |
| 143                    | Michael Valgren (DEN)     |                        |
| 144                    | Jens Keukeleire (BEL)     |                        |
| 145                    | Sebastian Langeveld (NED) |                        |
| 146                    | Jonas Rutsch (GER)        | NP                     |
| 147                    | Julius van den Berg (NED) |                        |

| Cofidis COF | Cofidis COF              | Cofidis COF |
| ----------- | ------------------------ | ----------- |
| Num         | Coureur                  | Pos         |
| 151         | Elia Viviani (ITA)       |             |
| 152         | Piet Allegaert (BEL)     |             |
| 153         | Tom Bohli (SUI)          |             |
| 154         | Jempy Drucker (LUX)      |             |
| 155         | Christophe Laporte (FRA) |             |
| 156         | Kenneth Vanbilsen (BEL)  |             |
| 157         | Jelle Wallays (BEL)      |             |

| Bora-Hansgrohe BOH | Bora-Hansgrohe BOH        | Bora-Hansgrohe BOH |
| ------------------ | ------------------------- | ------------------ |
| Num                | Coureur                   | Pos                |
| 161                | Nils Politt (GER)         |                    |
| 162                | Pascal Ackermann (GER)    |                    |
| 163                | Patrick Gamper (AUT)      |                    |
| 164                | Jordi Meeus (BEL)         |                    |
| 165                | Lukas Pöstlberger (AUT)   |                    |
| 166                | Michael Schwarzmann (GER) |                    |
| 167                | Matthew Walls (GBR)       |                    |

| Bahrain Victorious TBV | Bahrain Victorious TBV  | Bahrain Victorious TBV |
| ---------------------- | ----------------------- | ---------------------- |
| Num                    | Coureur                 | Pos                    |
| 171                    | Dylan Teuns (BEL)       |                        |
| 172                    | Phil Bauhaus (GER)      |                        |
| 173                    | Feng Chun-kai (TPE)     |                        |
| 174                    | Marco Haller (AUT)      |                        |
| 175                    | Heinrich Haussler (AUS) |                        |
| 176                    | Jonathan Milan (ITA)    |                        |
| 177                    | Marcel Sieberg (GER)    |                        |

| Astana-Premier Tech APT | Astana-Premier Tech APT | Astana-Premier Tech APT |
| ----------------------- | ----------------------- | ----------------------- |
| Num                     | Coureur                 | Pos                     |
| 181                     | Hugo Houle (CAN)        |                         |
| 182                     | Yevgeniy Fedorov (KAZ)  |                         |
| 183                     | Yevgeniy Gidich (KAZ)   |                         |
| 184                     | Nikita Stalnow (KAZ)    |                         |
| 185                     | Dmitriy Gruzdev (KAZ)   |                         |
| 186                     | Artyom Zakharov (KAZ)   |                         |
| 187                     | Benjamin Perry (CAN)    |                         |

| AG2R Citroën Team ACT | AG2R Citroën Team ACT   | AG2R Citroën Team ACT |
| --------------------- | ----------------------- | --------------------- |
| Num                   | Coureur                 | Pos                   |
| 191                   | Oliver Naesen (BEL)     |                       |
| 192                   | Stan Dewulf (BEL)       |                       |
| 193                   | Julien Duval (FRA)      |                       |
| 194                   | Lawrence Naesen (BEL)   |                       |
| 195                   | Michael Schär (SUI)     |                       |
| 196                   | Anthony Jullien (FRA)   |                       |
| 197                   | Greg Van Avermaet (BEL) |                       |

| Arkéa-Samsic ARK | Arkéa-Samsic ARK        | Arkéa-Samsic ARK |
| ---------------- | ----------------------- | ---------------- |
| Num              | Coureur                 | Pos              |
| 201              | Warren Barguil (FRA)    |                  |
| 202              | Christophe Noppe (BEL)  |                  |
| 203              | Amaury Capiot (BEL)     |                  |
| 204              | Benjamin Declercq (BEL) |                  |
| 205              | Connor Swift (GBR)      |                  |
| 206              | Bram Welten (NED)       |                  |
| 207              | Daniel McLay (GBR)      |                  |

| Total Direct Énergie TDE | Total Direct Énergie TDE   | Total Direct Énergie TDE |
| ------------------------ | -------------------------- | ------------------------ |
| Num                      | Coureur                    | Pos                      |
| 211                      | Niki Terpstra (NED)        |                          |
| 212                      | Edvald Boasson Hagen (NOR) |                          |
| 213                      | Damien Gaudin (FRA)        |                          |
| 215                      | Adrien Petit (FRA)         |                          |
| 216                      | Geoffrey Soupe (FRA)       |                          |
| 217                      | Anthony Turgis (FRA)       |                          |

| B&B Hotels p/b KTM BBK | B&B Hotels p/b KTM BBK | B&B Hotels p/b KTM BBK |
| ---------------------- | ---------------------- | ---------------------- |
| Num                    | Coureur                | Pos                    |
| 221                    | Bryan Coquard (FRA)    |                        |
| 223                    | Cyril Barthe (FRA)     |                        |
| 224                    | Jens Debusschere (BEL) |                        |
| 225                    | Jérémy Lecroq (FRA)    |                        |
| 226                    | Cyril Lemoine (FRA)    |                        |

| Bingoal Pauwels Sauces WB BWB | Bingoal Pauwels Sauces WB BWB | Bingoal Pauwels Sauces WB BWB |
| ----------------------------- | ----------------------------- | ----------------------------- |
| Num                           | Coureur                       | Pos                           |
| 231                           | Jelle Vanendert (BEL)         |                               |
| 232                           | Sean De Bie (BEL)             |                               |
| 233                           | Arjen Livyns (BEL)            |                               |
| 234                           | Milan Menten (BEL)            |                               |
| 235                           | Tom Paquot (BEL)              |                               |
| 236                           | Ludovic Robeet (BEL)          |                               |
| 237                           | Boris Vallée (BEL)            |                               |

| Sport Vlaanderen-Baloise SVB | Sport Vlaanderen-Baloise SVB | Sport Vlaanderen-Baloise SVB |
| ---------------------------- | ---------------------------- | ---------------------------- |
| Num                          | Coureur                      | Pos                          |
| 241                          | Ruben Apers (BEL)            |                              |
| 242                          | Jens Reynders (BEL)          |                              |
| 243                          | Thomas Sprengers (BEL)       |                              |
| 244                          | Aaron Van Poucke (BEL)       |                              |
| 246                          | Jordi Warlop (BEL)           |                              |
| 247                          | Ward Vanhoof (BEL)           |                              |